# Cruziana

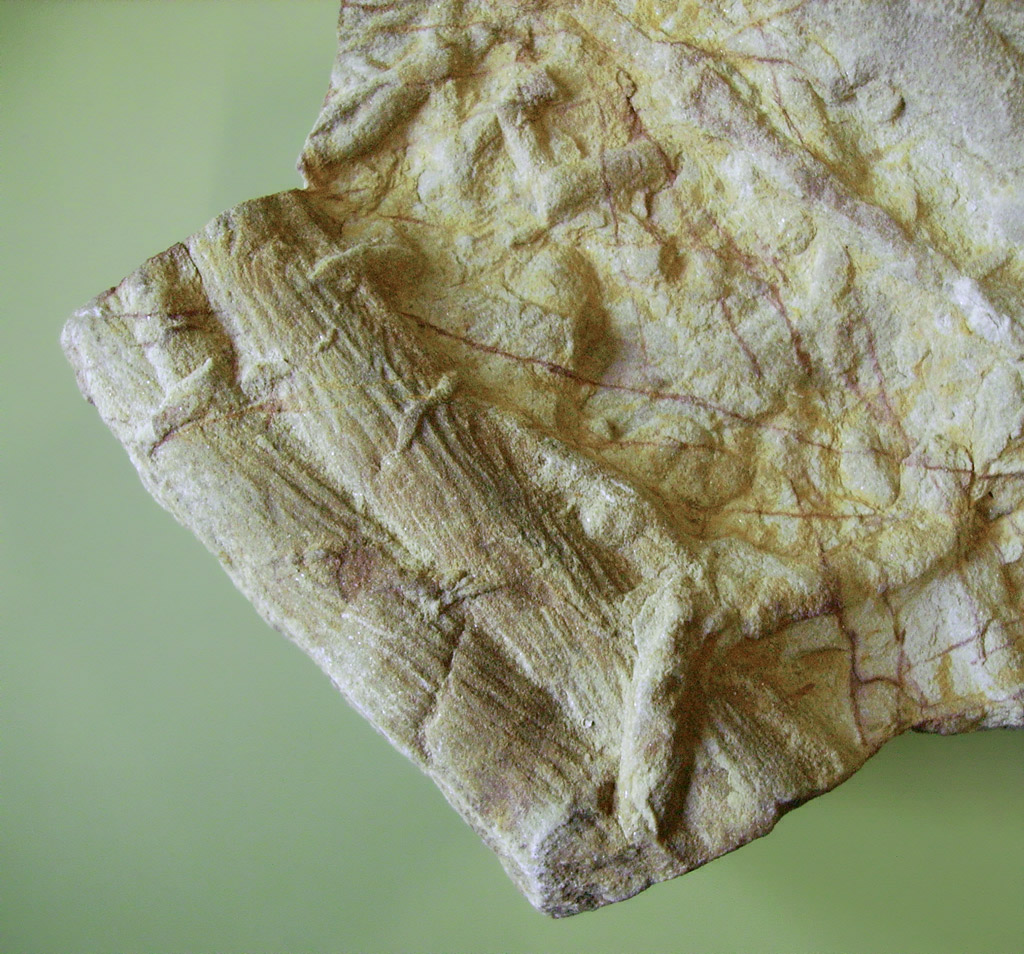
Cruziana

Cruziana är ett släkte av spårfossil. Spåret består av två lober som är avdelade av en linje. Cruziana bildades bland annat av trilobiter.